# 1. F. C. Núremberg
El 1. F. C. Núremberg (oficialmente y en alemán: 1. Fußball-Club Nürnberg Verein für Leibesübungen e. V.) es un club de fútbol de Alemania, de la ciudad de Núremberg. Fue fundado en 1900 y juega en la 2. Bundesliga, la segunda categoría del fútbol de Alemania. El granate es el color tradicional del club y disputa sus partidos como local desde 1963 en el Max-Morlock-Stadion, que alberga 50.000 espectadores.
Fundado el 4 de mayo de 1900, el club compitió inicialmente en el campeonato del sur de Alemania, ganando su primer título en 1916. Su primer campeonato alemán lo consiguió en 1920. Antes de la inauguración de la Bundesliga en 1963, el club ganó otros once campeonatos regionales, incluyendo la Oberliga Süd formada en 1945, y fueron campeones alemanes otras siete veces. El club ha ganado la Bundesliga una vez y la DFB-Pokal cuatro veces. La última vez en el año 2007.

## Rivalidades
El rival tradicional del Núremberg es el SpVgg Greuther Fürth, rivalidad que se remonta a los orígenes del campeonato alemán. 
Otra gran rivalidad es contra el Bayern Múnich son de gran rivalidad —aunque algo desigual—, ya que los dos clubes son los más exitosos de Baviera.
Además, tiene una tensa relación con un club cercano, el SpVgg Bayreuth.

## Uniforme
- Uniforme titular: Camiseta granate, pantalón negro y medias granates.
- Uniforme alternativo: Camiseta blanca, pantalón blanco y medias blancas.
- Tercer uniforme: Camiseta gris, pantalón gris y medias grises.

### Evolución del uniforme
| 2005-07 | 2007-09 | 2009-11 | 2011-13 | 2013-15 | 2015-16 | 2016-17 | 2017-18 | 2018-19 |
| 2019-20 | 2020-21 | 2021-22 | 2022-23 | 2023-24 |         |         |         |         |

## Estadísticas de jugadores

### Más presencias en el club
| #   | Nombre              | Partidos |
| --- | ------------------- | -------- |
| 1°  | Luitpold Popp       | 870      |
| 2°  | Hans Kalb           | 681      |
| 3°  | Anton Kugler        | 668      |
| 4°  | Heinrich Stuhlfauth | 606      |
| 5°  | Josef Schmitt       | 605      |
| 6°  | Georg Köhl          | 490      |
| 7°  | Max Morlock         | 472      |
| 8°  | Heinrich Träg       | 455      |
| 9°  | Gustav Bark         | 438      |
| 10° | Ludwig Wieder       | 437      |
| 11° | Javier Pinola       | 286      |

### Goleadores
| #  | Nombre               | Goles |
| -- | -------------------- | ----- |
| 1° | Max Morlock          | 294   |
| 2° | Heinz Strehl         | 159   |
| 3° | Konrad Winterstein   | 96    |
| 4° | Klaus-Dieter Nüssing | 95    |
| 5° | Hans Pöschl          | 91    |
| 6° | Helmut Herbolsheimer | 89    |
| 7° | Dieter Eckstein      | 79    |
| 8° | Hans Walitza         | 71    |
| 9° | Marek Mintál         | 66    |

## Entrenadores
Entrenadores del FC Núremberg desde 1960.
- Herbert Widmayer (1 de julio de 1960 – 30 de octubre de 1963)
- Jenő Csaknády (1 de noviembre de 1963 – 30 de junio de 1964)
- Gunter Baumann (1 de julio de 1964 – 30 de junio de 1965)
- Jenő Csaknády (1 de julio de 1965 – 7 de noviembre de 1966)
- Jenő Vincze (8 de noviembre de 1966 – 31 de diciembre de 1966)
- Max Merkel (3 de enero de 1967 – 24 de marzo de 1969)
- Robert Körner (25 de marzo de 1969 – 12 de abril de 1969)
- Kuno Klötzer (13 de abril de 1969 – 30 de junio de 1970)
- Thomas Barthel (1 de julio de 1970 – 30 de junio de 1971)
- Slobodan Mihajlovic (1 de julio de 1971 – 1 de agosto de 1971)
- Fritz Langner (2 de agosto de 1971 – 5 de diciembre de 1971)
- Zlatko Čajkovski (6 de diciembre de 1971 – 30 de junio de 1973)
- Hans Tilkowski (1 de julio de 1973 – 30 de junio de 1976)
- Horst Buhtz (1 de julio de 1976 – 19 de mayo de 1978)
- Werner Kern (20 de mayo de 1978 – 20 de diciembre de 1978)
- Robert Gebhardt (21 de diciembre de 1978 – 30 de junio de 1979)
- Jeff Vliers (1 de julio de 1979 – 18 de agosto de 1979)
- Robert Gebhardt (19 de agosto de 1979 – 30 de junio de 1980)
- Horst Heese (1 de julio de 1980 – 3 de marzo de 1981)
- Fritz Popp (4 de marzo de 1981 – 26 de mayo de 1981)
- Fred Hoffmann (27 de mayo de 1981 – 30 de junio de 1981)
- Heinz Elzner (1 de julio de 1981 – 8 de septiembre de 1981)
- Udo Klug (9 de septiembre de 1981 – 25 de octubre de 1983)
- Rudi Kröner (26 de octubre de 1983 – 6 de diciembre de 1983)
- Fritz Popp (interino) (7– 31 de diciembre de 1983)
- Heinz Höher (1 de enero de 1984 – 30 de junio de 1988)
- Hermann Gerland (1 de julio de 1988 – 9 de abril de 1990)
- Dieter Lieberwirth (interino) (10 de abril de 1990 – 30 de junio de 1990)
- Arie Haan (1 de julio de 1990 – 30 de junio de 1991)
- Willi Entenmann (1 de julio de 1991 – 9 de noviembre de 1993)
- Dieter Renner (10 de noviembre de 1993 – 2 de enero de 1994)
- Rainer Zobel (3 de enero de 1994 – 31 de diciembre de 1994)
- Günter Sebert (1 de enero de 1995 – 30 de junio de 1995)
- Hermann Gerland (1 de julio de 1995 – 30 de abril de 1996)
- Willi Entenmann (1 de mayo de 1996 – 30 de agosto de 1997)
- Felix Magath (1 de septiembre de 1997 – 30 de junio de 1998)
- Willi Reimann (1 de julio de 1998 – 30 de noviembre de 1998)
- Thomas Brunner (1 de diciembre de 1998 – 31 de diciembre de 1998)
- Friedel Rausch (1 de enero de 1999 – 18 de febrero de 2000)
- Thomas Brunner (interino) (19 de febrero de 2000 – 2 de marzo de 2000)
- Klaus Augenthaler (3 de marzo de 2000 – 29 de abril de 2003)
- Wolfgang Wolf (30 de abril de 2003 – 31 de octubre de 2005)
- Dieter Lieberwirth (interino) (1–8 de noviembre de 2005)
- Hans Meyer (9 de noviembre de 2005 – 11 de febrero de 2008)
- Thomas von Heesen (12 de febrero de 2008 – 28 de agosto de 2008)
- Michael Oenning (2 de septiembre de 2008 – 21 de diciembre de 2009)
- Dieter Hecking (22 de diciembre de 2009 – 23 de diciembre de 2012)
- Michael Wiesinger (23 de diciembre de 2012 – 7 de octubre de 2013)
- Roger Prinzen (interino) (7–22 de octubre de 2013)
- Gertjan Verbeek (22 de octubre de 2013 – 24 de abril de 2014)
- Roger Prinzen (interino) (25 de abril de 2014 – 4 de junio de 2014)
- Valérien Ismaël (4 de junio de 2014 – 10 de noviembre de 2014)
- René Weiler (12 de noviembre de 2014 – 16 de junio de 2016)
- Alois Schwartz (25 de junio de 2016 – 7 de marzo de 2017)
- Michael Köllner (8 de marzo de 2017 – 12 de febrero de 2019)
- Boris Schommers (12 de febrero de 2019 – 21 de mayo de 2019)
- Damir Canadi (21 de mayo de 2019 – 5 de noviembre de 2019)
- Marek Mintál (interino)  (5–12 de noviembre de 2019)
- Jens Keller (12 de noviembre de 2019 – 29 de junio de 2020)
- Michael Wiesinger (29 de junio de 2020 – 11 de julio de 2020)
- Robert Klauß	(30 de julio de 2020 – 3 de octubre de 2022)
- Markus Weinzierl	(6 de octubre de 2022 – 20 de febrero de 2023)
- Dieter Hecking (20 de febrero de 2023 – 2 de junio de 2023)
- Cristian Fiél (2 de junio de 2023 – 30 de junio de 2024)
- Miroslav Klose (1 de julio de 2024	)

## Palmarés
Títulos Nacionales (13)
| Torneos nacionales      | Títulos                                        | Subcampeonatos   |
| ----------------------- | ---------------------------------------------- | ---------------- |
| Campeonato alemán (8/3) | 1920, 1921, 1924, 1925, 1927, 1936, 1948, 1961 | 1934, 1937, 1962 |
| Bundesliga (1)          | 1967-68                                        |                  |
| Copa de Alemania (4/2)  | 1935, 1939, 1961-62, 2006-07                   | 1940, 1981-82    |
|                         |                                                |                  |
| 2. Bundesliga (4)       | 1980, 1985, 2001, 2004                         |                  |

Títulos Regionales (31)
| Torneos regionales            | Títulos                                                                                  | Subcampeonatos         |
| ----------------------------- | ---------------------------------------------------------------------------------------- | ---------------------- |
| Campeonato del Sur Alemán (7) | 1916, 1918, 1920, 1921, 1924, 1927, 1929                                                 | 1907, 1908, 1909, 1925 |
| Copa del Sur Alemán (3)       | 1919, 1924, 1954                                                                         | 1921                   |
| Primera División Bávara (15)  | 1916, 1918, 1920, 1921, 1924, 1925, 1927, 1929, 1932, 1933, 1934, 1936, 1937, 1938, 1940 |                        |
| Oberliga Sur (6)              | 1947, 1948, 1951, 1957, 1961, 1962                                                       | 1946, 1952, 1958, 1963 |
|                               |                                                                                          |                        |
| Liga Regional del Sur II (1)  | 1971                                                                                     |                        |

| Torneos internacionales       | Títulos | Subcampeonatos |
| ----------------------------- | ------- | -------------- |
| Copa Intertoto de la UEFA (1) | 1968    |                |